# Borisz Andrejevics Lavrenyov
Borisz Andrejevics Lavrenyov (oroszul: Борис Андреевич Лавренёв, eredeti családneve: Szergejev), (Herszon, 1891. július 4.. – Moszkva, 1959. január 7.) szovjet-orosz író, költő, drámaíró, haditudósító, a Sztálin-díj kétszeres kitüntetettje (1946, 1950).

## Élete és munkássága
Jogásznak készült, az első világháborúban katona volt, a polgárháború idején a Vörös Hadseregben harcolt. 1921-ben kezdett irodalommal foglalkozni. Első elbeszélései a polgárháború élményeinek hatására jöttek létre (A szél, Egyszerű dolog). A hősi romantika jegyében ábrázolta figuráit, matrózokat, katonákat, forradalmárokat. Nevezetes műve, A negyvenegyedik, 1926-ban született. Ebben költőien ábrázolja egy fehérgárdista tiszt és egy vörösgárdista mesterlövész lány szerelmét, amelynek a lány vet véget: a férfit, mint menekülő ellenséget — negyvenegyedik áldozataként — kénytelen lelőni. A művet 1927-ben majd 1956-ban is megfilmesítették, utóbbi rendezője Csuhraj volt.  
A negyvenes években főként publicisztikával foglalkozott és színdarabokat írt a szovjet tengerészekről (Dal a fekete-tengeri matrózokról; Azokért, akik kint vannak a tengeren). Nagy sikerrel játszották a háborús hisztéria ellen írt Amerika hangja c. darabját, melyben patetikus modorban a hidegháborús évek légkörét örökíti meg. 

### Magyarul megjelent további műveiből
- Egyszerű emberek (1944) elbeszélések
- Az öregasszony (1945) elbeszélés
- A világ egy üveggolyóban (1969, fordította Justus Pál) kisregény